# Erannis dira
Erannis dira är en fjärilsart som beskrevs av Butler 1878. Erannis dira ingår i släktet Erannis och familjen mätare. Inga underarter finns listade i Catalogue of Life.